# Kaligono
Kaligono is een bestuurslaag in het regentschap Purworejo van de provincie Midden-Java, Indonesië. Kaligono telt 3696 inwoners (volkstelling 2010).